# Adipoil-diklorid
Az adipoil-diklorid (vagy adipoil-klorid) szerves vegyület, kétértékű savklorid. Képlete C6H8Cl2O2.
Veszélyes anyag, melyből vízzel reagálva hidrogén-klorid (HCl) keletkezik. Elszívófülke alatt, teljes védőöltözetben kezelendő.
Hexametilén-diaminnal, egy másik mérgező anyaggal reagáltatva teljesen biztonságos terméket, nylont kapunk.
Az adipoil-diklorid adipinsavból állítható elő.

## Lásd még
- Adipinsav
- Adiponitril

## Fordítás
Ez a szócikk részben vagy egészben a Adipoyl chloride című angol Wikipédia-szócikk ezen változatának fordításán alapul.  Az eredeti cikk szerkesztőit annak laptörténete sorolja fel. Ez a jelzés csupán a megfogalmazás eredetét és a szerzői jogokat jelzi, nem szolgál a cikkben szereplő információk forrásmegjelöléseként.